# 古谷敏
古谷敏（ふるや びん，1943年7月5日—），日本男演員、皮套演員。株式會社ビンプロモーション的總裁兼代表董事。目前隸屬於個人事務所「シンビンプロモーション」。身高181cm。
曾於1960年代圓谷製作的「空想特攝系列」電視劇《超異象之謎》、《超人力霸王》中，擔任異星人戲服演員和超人力霸王的飾演者，以及在《超人七號》飾演超級警備隊的天城隊員一角而廣為人知，被視為超人力霸王系列發展的早期支持者之一。尤其是超人力霸王的設計，是根據古谷的體態為前提而定型的。

## 經歷
古谷出生於東京麻布（現東京都港區西麻布），是一家經營細木工店家族的第五個兒子。 1960年，從東寶戲劇學校畢業後，以東寶第15代新人演員身份，與二瓶正也等人加入東寶公司。並以1962年的東寶電影《怒吼吧，逃獄犯》（吼えろ脱獄囚，由福田純導演）成為正式出道作品。
1965年，在東寶本部的指導下，透過商業協議借調到剛成立不久的圓谷製作所。並在特攝電視劇《超異象之謎》擔任戲服演員，是他在螢光幕前的首次亮相。並在劇中第19、20集，分別飾演了凱姆爾人和海底猿人拉貢。
1966年，古谷再次以戲服演員身分，演出圓谷製作的《超人力霸王》（TBS），並飾演劇中登場的超人英雄「超人力霸王」。該劇於同年7月，接替《超異象之謎》的原時段播出。由於在前作中擔任戲服演員的經驗太過辛苦，當時曾一度表露不情願的態度，但後來在超人力霸王的造形設計師成田亨的指定與說服之下，參與此作的演出。古谷的體型是在東京新宿的一家潛水服店量身的，並在第二天於在造型師佐佐木明的工作室，用石膏採模製作了一個面具。
1967年，古谷在空想特攝系列的下一部作品《超人七號》中，飾演主要角色之一天城隊員。原本成田亨仍屬意由他來飾演超人七號，但最後古谷仍然婉拒，因此成田只得修改設計案。但身為曾經的戲服演員，他也對超人七號的戲服演員上西弘次的動作很感興趣，並回憶起上西曾在時代劇的劍術套招中累積經驗的演技。在《超人七號》開播大約一個月後，古谷與當時同台合演的石井伊吉（毒蝮三太夫）交談時，提及有人指出古谷演技不夠生動的話題，以及八卦雜誌報導古谷能演出天城一角，是對他曾在《超人力霸王》中擔任戲服演員的酬庸，因此一度意氣消沉。但在石井鼓勵他「不該背叛被你所演出的超人力霸王打動的影迷」之後受到啟發，確立了天城隊員聰明而明理的角色形象。
1968年10月，在《超人七號》播出結束一個月後，成立「Bin Promotion」公司，以「天城隊員」擔任主持人的身份舉辦怪獸表演秀和簽名會，並在全國各地演出。1971年，“Bin Promotion Co., Ltd.”註冊成立，古谷並成為總裁兼代表董事。
1972年（昭和47年），他向從石井（毒蝮）夫妻結識的媒人求婚，並育有一子一女。在第二次怪獸熱潮期間，各地都舉行怪獸表演，並在特攝節目《突擊!Human!!》（日本電視台，聯合電影）負責執導劇中人物的動作。怪獸秀最初在1970年代表現不錯，年度收益在300～4億日元之間，但在1980年代吸引顧客的能力下滑，公司並在1991年因經營不佳而倒閉，背負債務的古谷因感到愧疚，而從此與熟人斷絕聯絡，並在一家有積極參與特攝節目歷史的建築清潔公司工作。自從他淡出之後，一度被當成無名之輩，甚至有報導宣稱他已經過世。
2007年，古谷看到報紙上一篇關於當時已經去世的超人力霸王造型設計師成田亨畫展的文章，於是到場參觀，並在參觀者芳名錄上簽名。古谷到場之事輾轉被成田遺孀成田流里女士得知，與古谷取得聯絡通了電話，在電話中還哽咽表示：「沒想到你居然來了」。幾週後，古谷和《超人七號》中飾演安娜隊員的菱美百合子，以及《超人力霸王》中扮演富士隊員的櫻井浩子與圓谷公司重新恢復聯絡，菱美還對古谷表示「我一直都在找你」。之前由於古谷長年來與影劇圈保持距離，已經有很長時間沒有在媒體前曝光，2007年11月，菱美在部落格的貼文中證實與古谷重聚。
2008年，古谷在CS衛星頻道「家庭劇場」所播出的《超人七號大百科全書》節目中擔任引言人。同年，並在電影《基拉拉的逆襲_洞爺湖最高級會議危機一髮》（松竹）中以演員身分回歸 。
2009年12月21日，出版自傳《當過超人力霸王的男人》（小學館），此書中首次提及《超人力霸王》未曾公開過的甘苦談與感想，以及他個人的半生故事。在2010年1月29日舉辦的出版紀念簽名會中，吸引到許多當年的《超人力霸王》與《超人七號》影迷前往參與，並表達了「居然能見到天城隊員！」「請別再回光之國了」等種種鼓勵，且與他握手致意。
2013年10月18日，參加了在六本木新城舉辦的紀念《超人力霸王 HD Remaster2.0 Blu-ray BOX II》發行的活動，與當年合演《超人力霸王》的黑部進和櫻井浩子同台登場，並在47年後再次穿上超人力霸王的戲服。。
2022年5月上映的電影《新·超人力霸王》，將片中以CG呈現的力霸王依據古谷的體態做3D掃描，他並擔任一部分的動態擷取演出。同年7月，BANDAI的可動人偶玩具系列「S.H.Figuarts」高規格分支產品「真骨雕製法」，推出了初代超人力霸王的可動人偶商品，於開發製作過程中再次依據古谷敏的體態做3D立體掃描。古谷還為此特地減重9公斤，以使自己的體態達到滿意的程度。

## 演出作品

### 電影
- 摩斯拉_(1961年)（1961年、本多豬四郎監督 東宝） - 新聞社記者[2]、小美人遊客[2]
- 世界大戰爭（1961年、松林宗惠監督 東宝） -
- 妖星哥拉斯（1962年、本多猪四郎監督 東宝）
- 吼えろ脱獄囚（1962年、福田純監督 東宝） - 健
- 瘋狂的電影系列（日语：クレージー映画）（東宝）
  - ニッポン無責任時代（1962年、古澤憲吾監督） - 馬德里的遊客
  - 大冒険（日语：大冒険）（1965年、古澤憲吾監督） -
  - クレージーの無責任清水港（1966年） - 看熱鬧的路人
  - 日本一のゴリガン男（1966年、古澤憲吾監督） - 酒吧「WATER」的侍者
- 哥吉拉系列電影（東宝）
  - 金剛對哥吉拉（1962年、本多猪四郎監督） -
  - 摩斯拉對哥吉拉（1964年 本多猪四郎監督）
  - 三大怪獸_地球最大決戰（1964年、本多猪四郎監督） - 調査隊員3、松本市民[2]
  - 怪獸大戰爭（1965年、本多猪四郎監督）-
- 若い季節 (映画)（日语：若い季節 (映画)）（1962年、古澤憲吾監督 東宝）
- 天國與地獄（1963年、黒澤明監督 東宝） - 横濱車站的站員
- 海底軍艦（1963年、本多猪四郎監督 東宝） -
- 今日もわれ大空にあり（1964年、古澤憲吾監督 東宝） - 飛行員
- 君も出世ができる（1964年、須川榮三監督 東宝） - 東和観光社員
- 宇宙大怪獸德古拉（1964年、本多猪四郎監督 東宝） -
- 太平洋奇蹟的作戰_基斯卡島（1965年 丸山誠治監督） -
- 科學怪人對地底怪獸（1965年、本多猪四郎監督 東宝） -
- 夏威夷海上大將（日语：ハワイの若大将）（1965年、岩内克己（日语：岩内克己）監督 東宝） - 田能久の客
- 科學怪人的怪獸_山達對蓋拉（1966年、本多猪四郎監督 東宝） -
- お嫁においで（1966年、本多猪四郎監督 東宝） - 保の友達、東京相互タクシーの運転手 [2役]
- 基拉拉的逆襲_洞爺湖最高級會議危機一髮（2008年、河崎実（日语：河崎実） 監督 松竹） - 高峰参謀[12]
- 超人力霸王系列
  - 長篇怪獸電影超人力霸王（1967年、東宝） - 超人力霸王
  - 大怪獸格鬥_超銀河傳說_THE_MOVIE（2009年、坂本浩一導演、 華納兄弟） - 光之國居民
  - 新·超人力霸王（2022年、樋口真嗣監督） - 超人力霸王CG原型模特兒、超人力霸王動態擷取演出[註 1][13]

地球防衛少女隊P9（2011年、河崎実監督） - ヤナギ
- 幕間休息（日语：インターミッション (2013年の映画）[14]。（2013年、樋口尚文（日语：樋口尚文）監督） - 映画館の観客
- 地球防衛未亡人（2014年、河崎実監督） - キャスター
- 大怪獣モノ（日语：大怪獣モノ）（2016年、河崎実監督） - 神倉防衛長官
- 大仏廻国 The Great Buddha Arrival（日语：大仏廻国 The Great Buddha Arrival） 2020年版（2020年、横川寛人（日语：横川寛人）監督） - 枝正和義[15]
- ネズラ1964（日语：ネズラ1964）（2021年、横川寛人（日语：横川寛人）監督） - オヤジ[16]

### 電視劇
- 超人力霸王系列
  - 超異象之謎（1966年、圓谷製作 / TBS）
    - 第4話「マンモスフラワー」 - 皇居的看熱鬧人士
    - 第19話「2020年の挑戦」 - 凱姆爾人
    - 第20話「海底原人ラゴン」 - 海底猿人拉貢
    - 第24話「ゴーガの像」 - 走私組織成員・蜂（岩倉孫一郎の部下）

  - 超人力霸王（1966年 - 1967年、圓谷製作 / TBS） - 超人力霸王
    - 第10話「謎の恐竜基地」（1966年） - 飯店職員
    - 第39話「さらばウルトラマン」（1967年） - 佐菲

  - 超人七號（1967年 - 1968年、圓谷製作 / TBS） - 天城隊員
  - 超級地帶（日语：ウルトラゾーン (テレビ番組)#ラゴン編） 第12話「ラゴンの恩返し」（2011年、圓谷製作 / 神奈川電視台） - 昭夫
- 愛妻くん 第23話「妻をめとらば」（1966年、TBS / 日活）
- 怪奇大作戰 第10話「死を呼ぶ電波」（1968年、円谷プロ / TBS） - 全国運送経理課長・村木秋彦
- 戰鬥！Mj萬能號 第21話「亡霊の仮面をはぎとれ!」（1968年、圓谷製作 / 富士電視台） - アップルの医師
- Chance（日语：チャンス (2010年のテレビドラマ)） 第4話「夢と欲望の彼方」（2010年、NHK）

### 其他節目
- 超人力霸王系列
  - 超人力霸王前夜祭 超人力霸王誕生（1966年7月10日放送、TBS） - 超人力霸王
  - 超人七號超百科（2008年 CS / Family劇場）
  - 4K進化的超人七號[17]（2020年9月5日、NHK BS4K / 2020年9月22日、NHK BS Premium）
- YOUNG 720（1966年11月4日放送 TBS）
- 開運鑑定團（2012年2月21日放送 東京電視台）
- 激レアさんを連れてきた。（2020年2月15日放送 朝日電視台）[18]

### 廣播劇
- 爆笑問題の日曜サンデー：超人力霸王特集（2009年7月19日放送 TBS電台）
- 大竹まこと ゴールデンラジオ!（2010年1月20日生放送 文化放送）

### 非電影院首映
- 電エースキック（2019年、リバートップ）
  - 電エースウェディング（2020年、リバートップ）※《電エースキック》的結局替換版本

### 舞台作品
- 朗読劇『銀河鐵道之夜』（2010年 東京・永田町 星陵会館） - 坎帕涅拉的父親
- 朗読劇『小王子』（2010年 東京・永田町 星陵会館） - 主演　飾演：聖修伯利、飛行員

※いずれも、スターワルツ作品　與清水鞠、西塔紅美、水垣洋子、土屋嘉男と共演

### 動畫配音
- 算法少女（2016年） - 千葉桃三[19]

## 殺陣
- 突擊!Human!!（1972年、日本電視台 / ユニオン映画）

## 自傳
- 成為超人力霸王的男人（小学館）2009年12月21日出版

## 飾演古谷敏的演員
電視劇
- 京本政樹（超人力霸王的創造者：星光森林的月之船（日语：ウルトラマンをつくった男たち_星の林に月の舟） 1989年、円谷プロ / TBS） - 超人力霸王皮套演員・大島 役
- 松戸俊二（日语：松戸俊二）（『我曾愛過的超人七號（日语：私が愛したウルトラセブン） 1993年、円谷プロ / NHK） - 天城 役